# Ржевская площадь
Рже́вская площадь — площадь в Красногвардейском районе Санкт-Петербурга. Расположена возле железнодорожной станции Ржевка. На площадь выходят Рябовское шоссе и Ржевская улица, там же расположена трамвайная конечная станция «Ржевка».

## Наименование
Название Ржевская площадь известно с 1951 года, дано по посёлку Ржевка. В 1950-е году существовал вариант площадь Ржевка.

## История
Площадь была образована в конце 1920-х годов после перекладки Ириновской железной дороги и постройки новой станции Ржевка. Тогда же к площади была выведена новая трасса Рябовского шоссе, где оно соединялось со старой трассой, ставшей впоследствии Ржевской улицей.
В 1951 году площади дали официальное название Ржевская, в народе также бытовало название площадь станция Ржевка.
В ноябре 2008 года, после постройки путепровода по Рябовскому шоссе, Ржевская улица была слита с Рябовским шоссе на эстакаде и фактически отрезана от площади, а для связи площади и Рябовского шоссе был построен боковой проезд под эстакадой.
В августе 2012 года, после введения одностороннего движения на Рябовском шоссе и Ржевской улице, для связи площади и Ржевской улицы была проложена перемычка.

## Достопримечательности

### Вокзальный комплекс ж.д. станции Ржевка (Каширская улица, дом 15)
Вокзальный комплекс ж.д. станции Ржевка построен в 2012 году.

### Торговый центр (Ржевская площадь, дом 1)
Универмаг или Торговый центр. Типовое здание серии 2-528К-М6 построено в 1964 году. До 1990-х годов на первом этаже здания было «Кафе (мороженое)» и Кулинария, на втором этаже Столовая. С  2010 года — универсам «Полушка», кафе и другое. С 2019 года - универсам «Магнит».

### Универмаг «Ржевский» (Рябовское шоссе, дом 101)
Универмаг «Ржевский» или Универсам «Пятерочка».

## Транспорт
Ближайшая к Ржевской площади станция метро —  Ладожская, расстояние по прямой — 6,6 км.
На площади располагается конечная станция «Ржевка», используемая трамваями маршрута № 64.